# Campionato croato maschile di pallanuoto
Il campionato croato maschile di pallanuoto è l'insieme dei tornei pallanuotistici nazionali per squadre di club istituiti dalla Hrvatski vaterpolski savez (HVS), la Federazione pallanuoto della Croazia.
Il primo campionato è stato disputato a partire dall'autunno del 1991, l'anno dell'indipendenza. Prima di allora i club croati competevano nel campionato jugoslavo, manifestazione nella quale hanno conquistato complessivamente quarantaquattro titoli nazionali.
A partire dalla stagione 2008-2009 le squadre della massima divisione (1. Liga) partecipano alla Lega Adriatica, le cui gare della prima fase sono valide per il campionato croato.

## Struttura dei campionati

### 1. Liga
La 1. Liga (Prva Liga) è la massima divisione del campionato croato, all'interno della quale viene assegnato il titolo di campione nazionale. Vi prendono parte 8 squadre, le stesse che partecipano alla Lega Adriatica, che funge da stagione regolare per il campionato. Al termine della Lega il computo degli scontri diretti tra i club croati determina l'accesso ai Play-off.
Organico 2011-2012:
- Jadran Spalato
- Jug Dubrovnik
- Medveščak
- Mladost
- Mornar
- POŠK
- Primorje
- Solaris

### 1. B Liga
La 1. B Liga è la seconda divisione del campionato croato. Si svolge ogni anno solare e vi prendono parte 8 squadre.
Organico 2012:
- Bellevue
- Delfin
- Galeb MR
- Opatija

- Siscia
- Salona
- Zara
- Zagreb

### 2. Liga
La 2. Liga, la terza divisione, si svolge annualmente nei mesi estivi. È divisa in due gironi, Nord e Sud (Jug e Sjever).
Organico 2011:
Girone Nord: Bellevue, Brodograditelj, Cavtat, Gusar, Jadran Neum,  Korčula.
Girone Sud: Adriatic, Arsenal, CPK, Jadran, Ložnij Jazon, Opatija.

### 3. Liga
La 3. Liga è la quarta divisione del campionato croato. Si disputa annualmente, anch'essa nei mesi estivi, ed è organizzata su due o più gironi su base territoriale.

## Albo d'oro
| Edizione | Vincitore     |
| -------- | ------------- |
| 1991-92  | Mladost       |
| 1992-93  | Mladost       |
| 1993-94  | Mladost       |
| 1994-95  | Mladost       |
| 1995-96  | Mladost       |
| 1996-97  | Mladost       |
| 1997-98  | POŠK          |
| 1998-99  | Mladost       |
| 1999-00  | Jug Dubrovnik |
| 2000-01  | Jug Dubrovnik |
| 2001-02  | Mladost       |
| 2002-03  | Mladost       |
| 2003-04  | Jug Dubrovnik |
| 2004-05  | Jug Dubrovnik |

| Edizione | Vincitore     |
| -------- | ------------- |
| 2005-06  | Jug Dubrovnik |
| 2006-07  | Jug Dubrovnik |
| 2007-08  | Mladost       |
| 2008-09  | Jug Dubrovnik |
| 2009-10  | Jug Dubrovnik |
| 2010-11  | Jug Dubrovnik |
| 2011-12  | Jug Dubrovnik |
| 2012-13  | Jug Dubrovnik |
| 2013-14  | Primorje      |
| 2014-15  | Primorje      |
| 2015-16  | Jug Dubrovnik |
| 2016-17  | Jug Dubrovnik |
| 2017-18  | Jug Dubrovnik |
| 2018-19  | Jug Dubrovnik |

| Edizione | Vincitore      |
| -------- | -------------- |
| 2019-20  | Jug Dubrovnik  |
| 2020-21  | Mladost        |
| 2021-22  | Jug Dubrovnik  |
| 2022-23  | Jadran Spalato |
| 2023-24  | Jadran Spalato |
| 2024-25  | Jadran Spalato |

## Vittorie per squadra
| Squadra        | Titoli | Anni |
| Jug Dubrovnik  | 17     | 1999-00, 2000-01, 2003-04, 2004-05, 2005-06, 2006-07, 2008-09, 2009-10, 2010-11, 2011-12, 2012-13, 2015-16, 2016-17, 2017-18, 2018-19, 2019-20, 2021-22 |
| Mladost        | 11     | 1991-92, 1992-93, 1993-94, 1994-95, 1995-96, 1996-97, 1998-99, 2001-02, 2002-03, 2007-08, 2020-21                                                       |
| Jadran Spalato | 3      | 2022-23, 2023-24, 2024-25 |
| Primorje       | 2      | 2013-14, 2014-15 |
| POŠK           | 1      | 1997-98 |